# Єсьоново (Браневський повіт)
Єсьоново (пол. Jesionowo, нім. Eschenau) — село в Польщі, у гміні Пененжно Браневського повіту Вармінсько-Мазурського воєводства.
Населення — 32 особи (2011).
У 1975-1998 роках село належало до Ельблонзького воєводства.

## Демографія
Демографічна структура станом на 31 березня 2011 року:
|          | Загалом | Допрацездатний вік | Працездатний вік | Постпрацездатний вік |
| -------- | ------- | ------------------ | ---------------- | -------------------- |
| Чоловіки | 16      | 3                  | 12               | 1                    |
| Жінки    | 16      | 2                  | 8                | 6                    |
| Разом    | 32      | 5                  | 20               | 7                    |